# Athéni metró

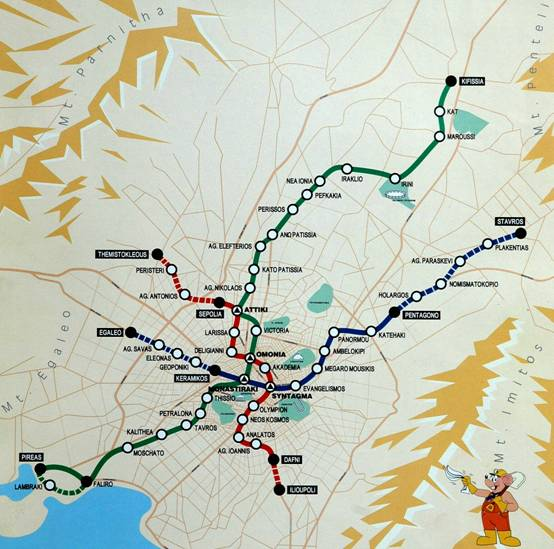
A metróhálózat tervrajza 2000-ben. A szaggatott vonallal rajzolt részek is időközben megépültek

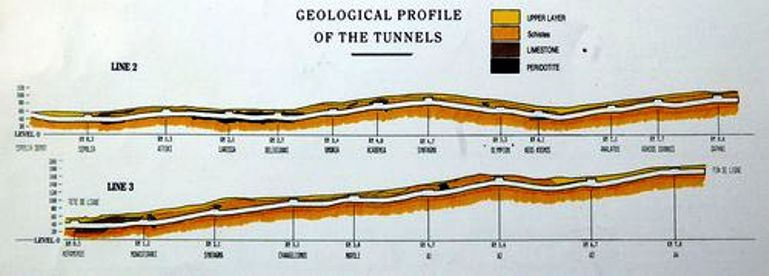
A metrók vonalvezetése

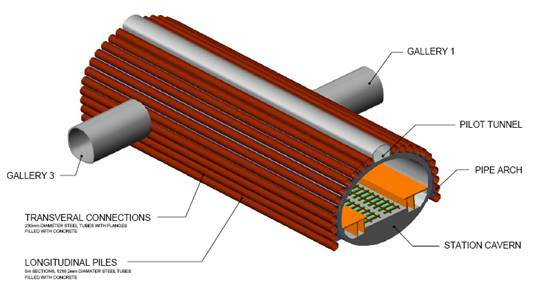
A Monastiraki állomás axonometrikus rajza

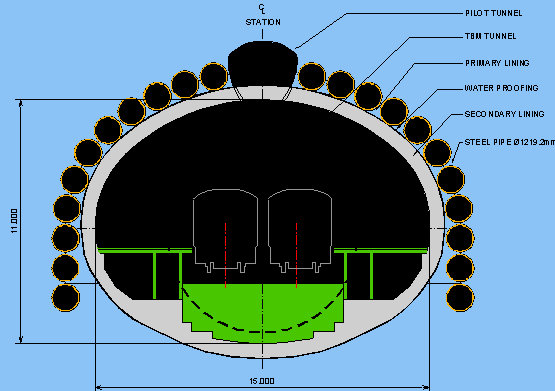
A Monastiraki állomás keresztmetszete

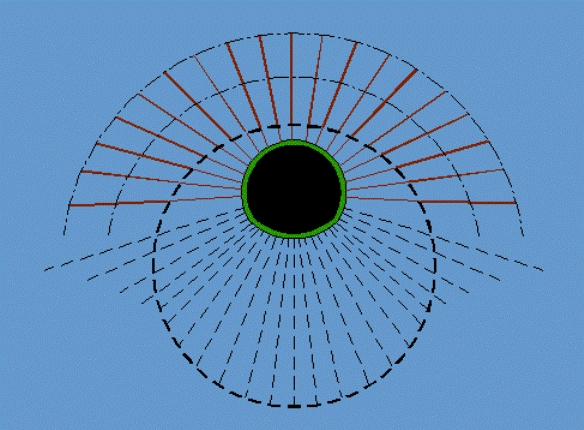
Feltáró alagút keresztmetszete

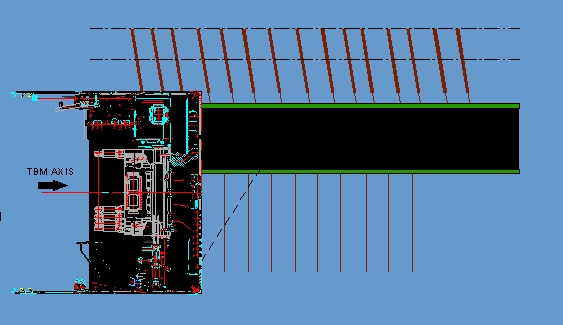
Feltáró alagút hosszmetszete. Jól látható a pajzs előtti talaj megerősítési módja

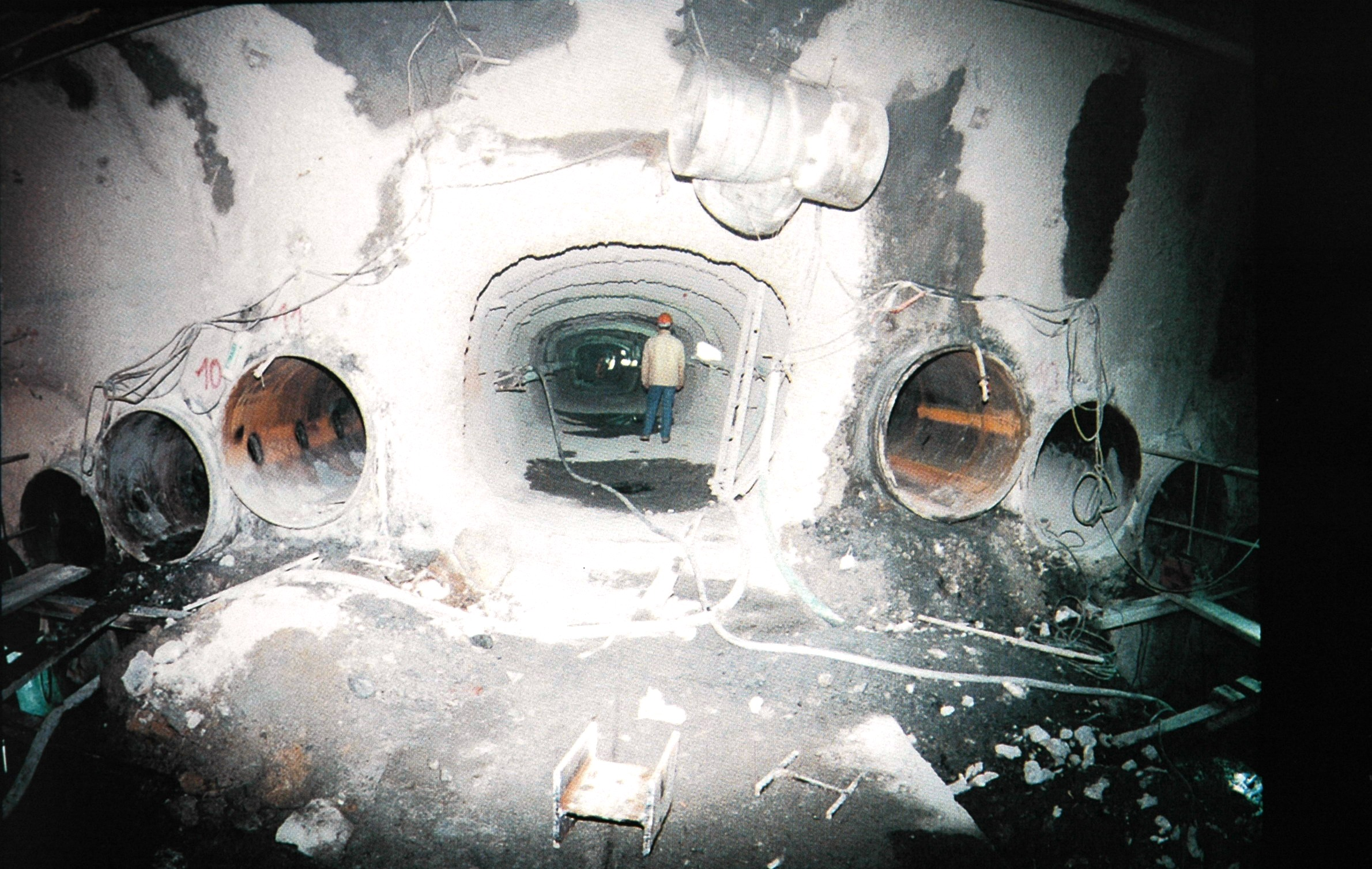
A Monastiraki állomás megerősítése

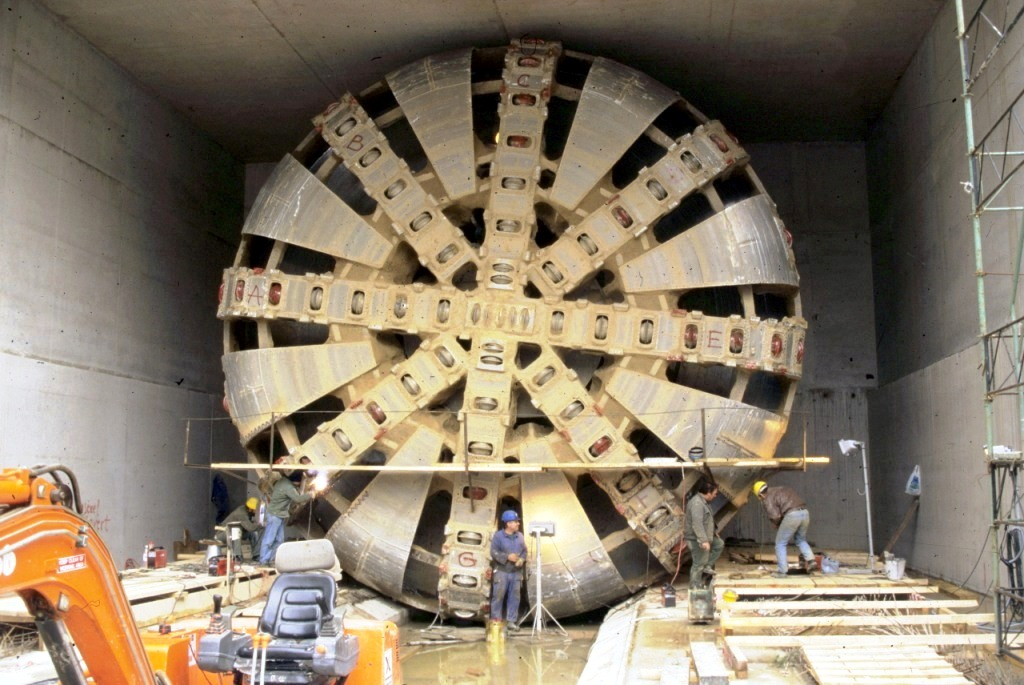
Fúrópajzs

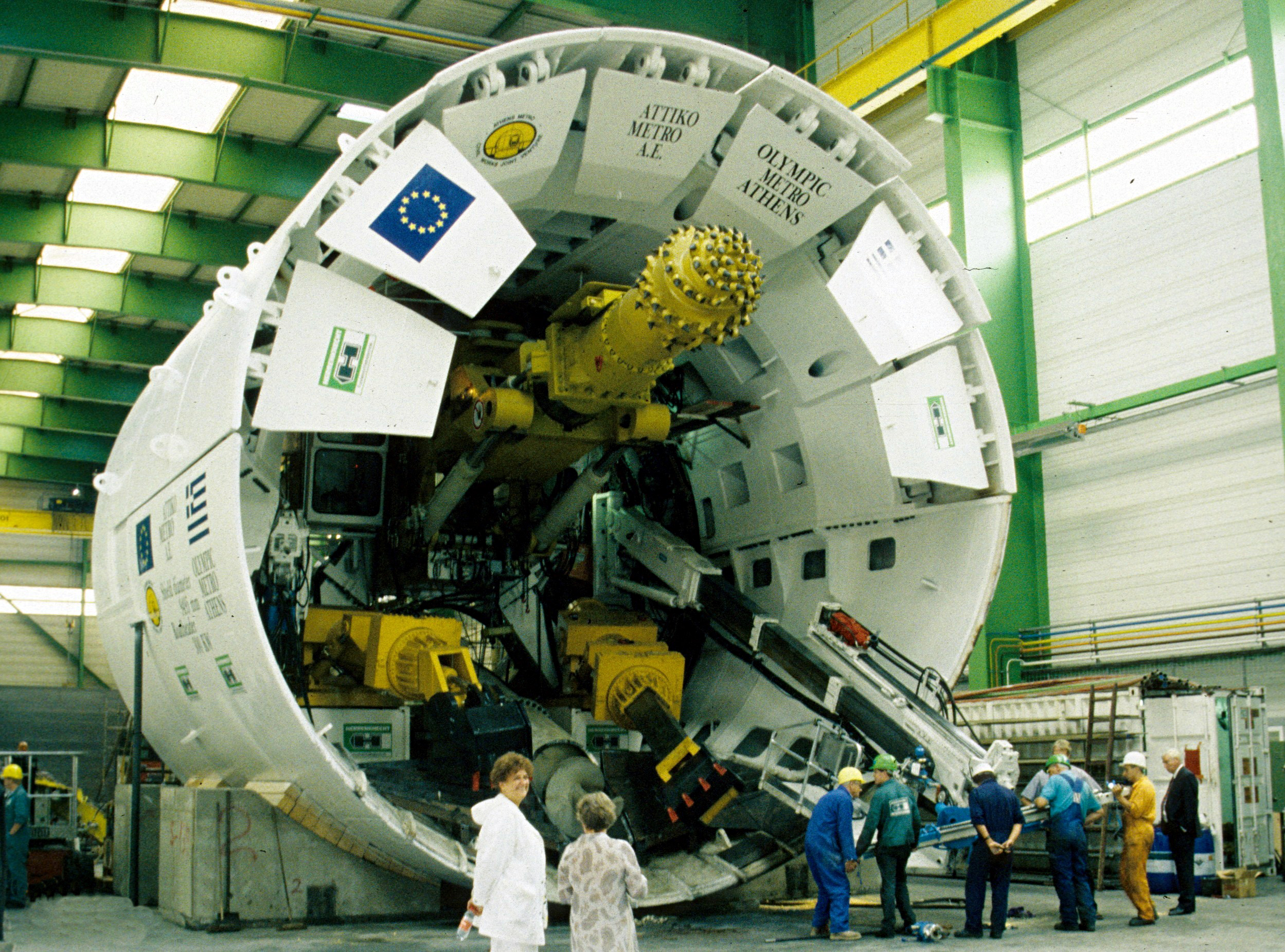
Az új pajzs

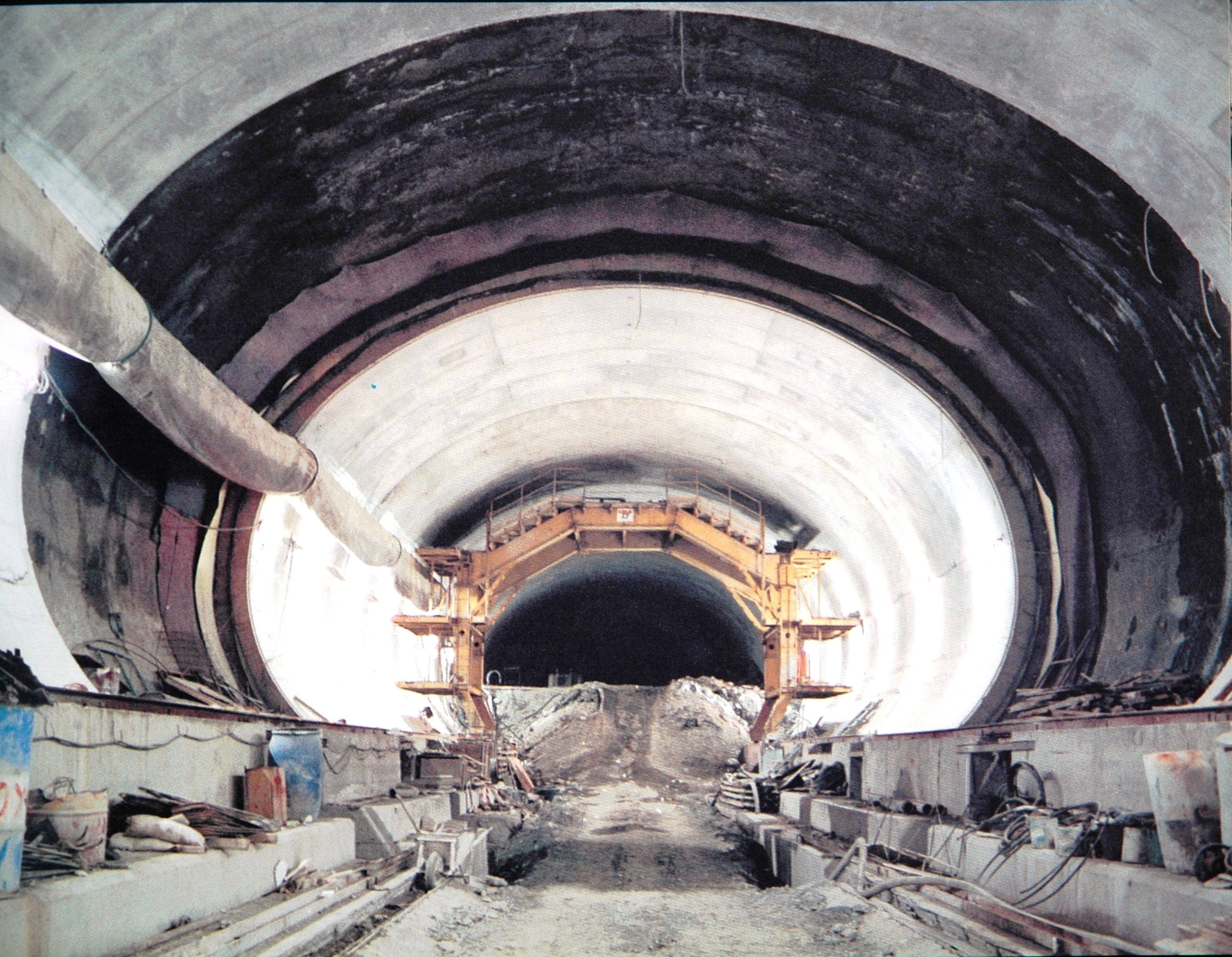
Munkaterület

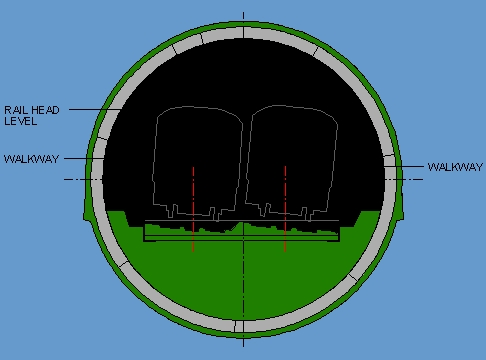
Tipikus keresztmetszet

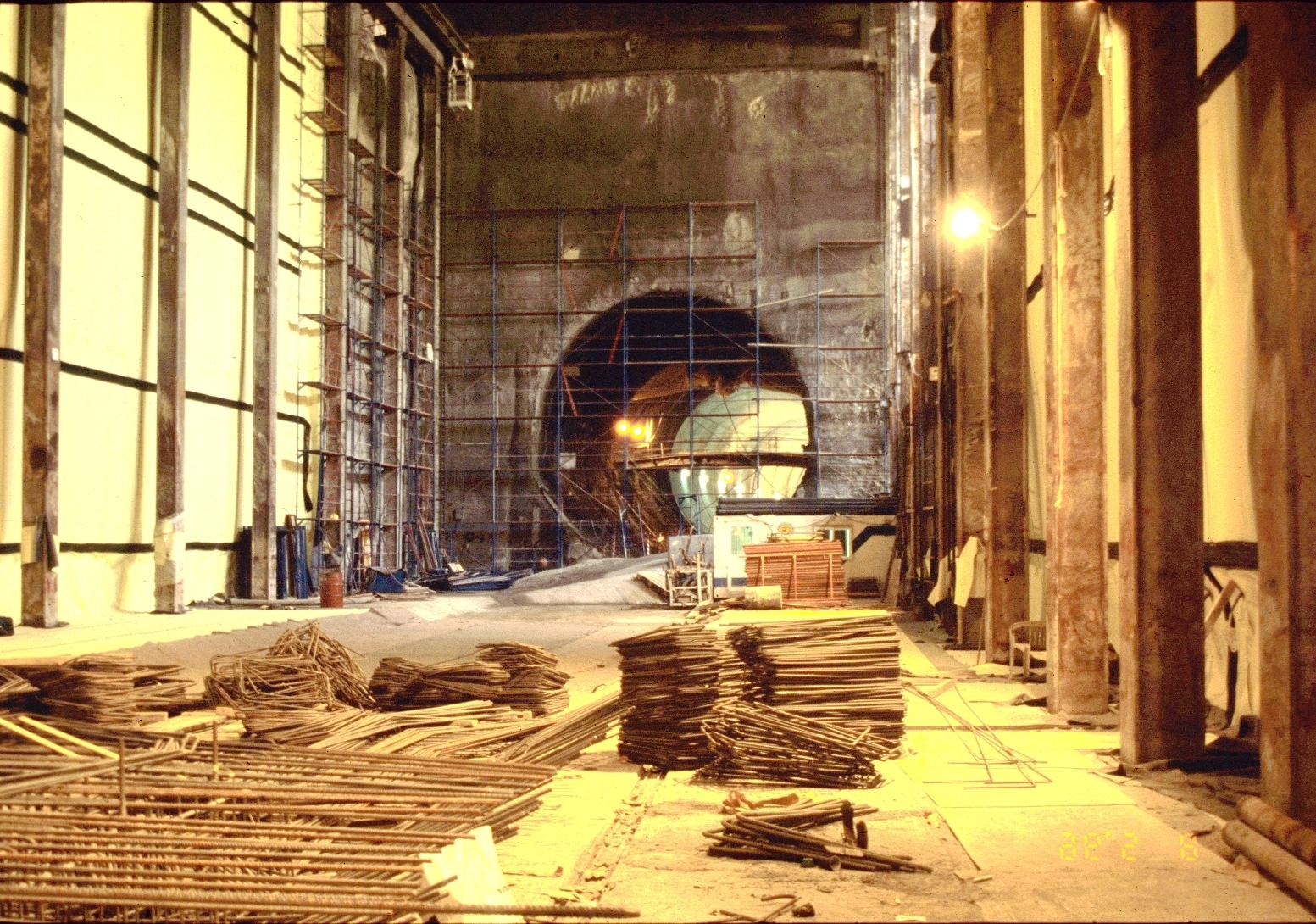
Syntagma állomás, 2-3 vonal találkozása

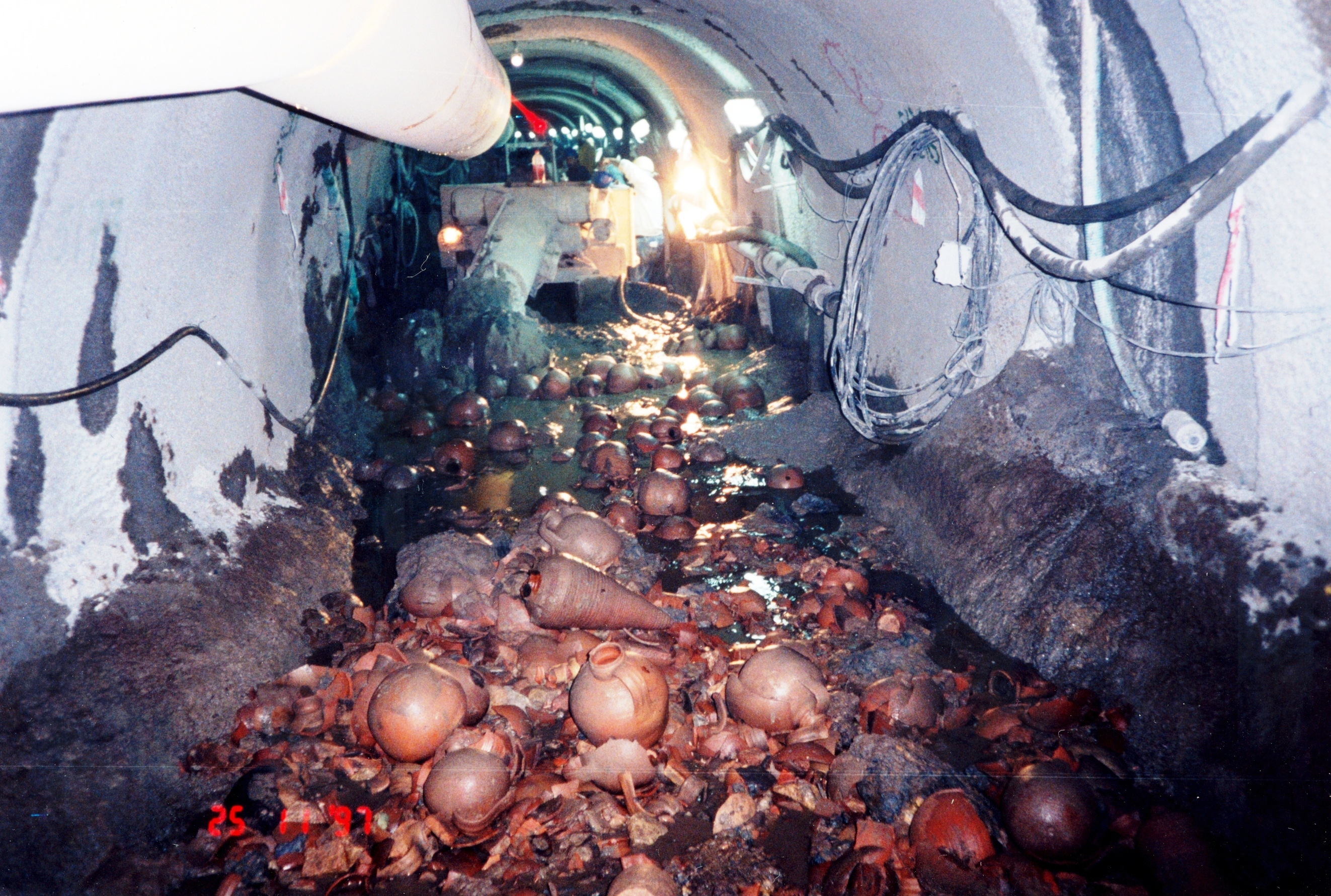
Amforák az alagútban

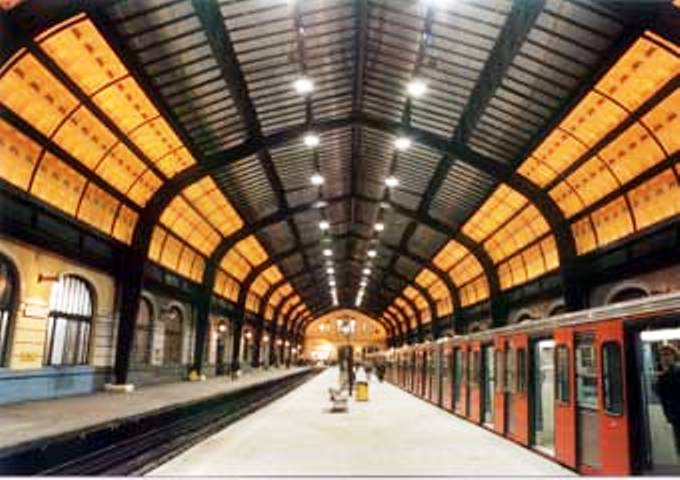
Piraeus állomás

Az athéni metró (Μετρό Αθήνας) Athén városának metrórendszere. Az első vonalának 8 km hosszú első szakaszát Pireusz kikötője és Athén Thissio állomás között 1867-1869-ben építették, majd 1895-ben meghosszabbították. A hosszabbítás a Periklészi Athén piacát az Agorát átvágva jut el a Monastiraki állomásig a mai Plaka negyed közepére, majd kéreg alatt halad az Omonia állomásig. Több ütemben meghosszabbítva az immáron 25,6 km hosszú vonal 1957-ben ért el az északi Kifissia elővárosba.
Az 1996-os jubileumi olimpiára készülődve 1987-ben írták ki a versenytárgyalást további két metróvonal építésére. A rendezési jogot ugyan csak 2000-re sikerült elnyerni (a rendezésre végül is 2004-ben került sor), de a munka ennek ellenére megkezdődött.
A késések áthidalására a vonalakat szakaszosan adták át. Először a 2. vonalon a Sepolia és Syntagma közötti szakaszát valamint a 3. vonal Pentagono és Syntagma közötti szakaszt adták át 2000-ben. Ezt követte a Syntagma és Daphni közötti szakasz, majd 2002-ben a 3. vonal Syntagma és Monastiraki közötti szakasza. Azóta mind a 2., mind a 3. vonalhoz épültek hosszabbítások.

## Athén közlekedése
Az athéni belváros utcáit sem a század végén jelentkező gépkocsiforgalomra méretezték. A forgalom már az 1990-es évek elején válságtüneteket mutatott. Jelentősen megnőtt a gépkocsik száma, ezzel egyidejűleg csökkent a tömegközlekedési eszközök igénybevétele. A felszíni tömegközlekedés jelentős fejlesztése a forgalom telítettsége miatt lehetetlen volt. A kaotikus helyzetben az athéni vezetők számára a közlekedési szabályok szigorítása inkább csak javaslatnak számított. Az athéni autóvezetés sokkolt számos, Északnyugat-Európából érkezett turistát. A levegőszennyeződés a városlakók egészségén túl már Athén szimbólumát az Akropolisz épületegyüttesét is veszélyeztette. Megpróbálkoztak a forgalom korlátozásával: páros napokon csak a páros, páratlan napokon csak a páratlan számos rendszámmal rendelkező autók hajthattak be a belvárosba. Ezen az athéniak könnyen kifogtak. Majdnem minden családban volt két autó, az egyik páros a másik páratlan rendszámmal… A légszennyezés néha olyan mértékű volt, hogy a munkavédelmi ellenőrök többször le akarták állítani a metró alagútépítést, mert a friss levegős szellőzővezetéken befújt városi levegő meghaladta az alagútban megengedett maximális szennyeződési határértékeket.

## Talajviszonyok
Athén szeizmikusan aktív területen fekszik. A változatos, részben metamorf üledékes, részben magmás kőzeteket sokszor érte erős tektonikus hatás. Az új metróvonalak főleg az Athéni schist-ként leírt formációban haladnak. Az Athéni schist tipikusan metamorf agyag- iszap- és homokkövekből, márgából, phyllitből és mikrokristályos mészkövekből áll. Jellemzőek a gyűrött, megnyúlt fóliaszerű ásványok, rétegek, mérnökgeológiai szempontból az alacsony nyírószilárdság. A második vonal északnyugati része a Larissa és Deligianni állomások között erősen tektonizált peridotitban halad. Az intenzív tektonizmus és metamorfózis a kőzetek jelentős gyűrődését, töredezését, vetők kialakulását okozta rendkívül heterogén mérnökgeológiai helyzetet teremtve.
A talajvízfelszín 2–6 méter mélyen volt található, majdnem függetlenül a felszíni formáktól. A kőzet permeabilitása általában nagyon alacsony volt. Vízmozgások a kőzetrepedésekben jelentkeztek.
Az előzetes feltárások során 120 kutatófúrást végeztek a 2-es vonal mentén és 60-at a 3. vonal mentén. A szerződésben vállaltaknak megfelelően az Olympic Metro további 700 fúrást végzett a tervezéshez szükséges információ kiegészítésére.

## Régészeti feltárások
Mindkét vonal egy része áthalad az ókori Athén fallal körülvett területe alatt. A falak és utcák nyomvonala, a város kiterjedése sokat változott az évszázadok során. A régészeti emlékek jelenléte nyilvánvaló volt a tervezéskor. Jelentős összegeket különítettek el az előzetes feltárásokra és leletmentésre. Ennek ellenére a történelmi emlékek hatása sokkal nagyobb volt a projektre, mint az várható volt.
Mintegy 30 000 m²-en végeztek a régészek leletmentéseket és feltárásokat a Kulturális Minisztérium felügyelete alatt. A feltárások mélysége néhol elérte a 7 métert is. Ennél mélyebbről is kerültek elő műtárgyak, például Hadrianus római császár nagyszabású közmunkái részeként 140-ben elkészült aquaduct, egy járható méretű 25 km hosszú, részben falazott alagút.
Ugyanaz a Hadrianus, aki 107-ben Aquincum első kormányzójaként, a Hajógyári-sziget északi részén helytartói palotát emeltetett. A vízvezetéket rabszolgák százai építették kalapáccsal és vésőkkel, előkészítésként a keményebb helyeken sziklát tűzzel felforrósították, majd vízzel leöntve repesztették.
A vezeték a mai Pendeliből a Parnitha hegy lábától gravitációsan szállította a vizet a városban a Lykabettus hegy oldalába épült 500 m³-es tározóba. A vizet innen osztották el számos, kisebb 140/80 cm-es alagúton keresztül a városban lévő kutakhoz. A rendszer egészen az 1456-os török megszállásig jól működött, majd karbantartás híján leromlott. Ennek ellenére a mai napig elegendő vizet hoz a város közepére, a királyi palota mögötti Városliget (National Garden) zölden tartására.

## Az előzmények
Az első újkori olimpiai játékokat 1896-ban Athénban rendezték. Athén megpályázta az 1996-os a görögök számára jubileuminak számító olimpiai játékok rendezésének jogát. Meg kellett győzni a Nemzetközi Olimpiai Bizottságot, hogy képesek lesznek az infrastruktúrát biztosítani a játékokhoz. Meg kellett szüntetni a közlekedési káoszt és csökkenteni kellett a légszennyezést is. Nem volt más lehetőség, hiába kerül sokba, mégis metrót kellett építeni. A nagyberuházáshoz hiányzó pénzt az Európai Uniótól sikerült megszerezni. A beruházási költség 50%-át az EU kohéziós alapjából, 39%-ot az Európai Beruházási Bank (EIB) hiteléből fedeztek. A görög állam közvetlen hozzájárulása 11% volt.
Az 1996-os jubileumi olimpiára készülődve 1987-ben írták ki a versenytárgyalást további két metróvonal építésére. A rendezési jogot ugyan csak 2000-re sikerült elnyerni (a rendezésre végül is 2004-ben került sor), de a munka ennek ellenére megkezdődött. A projekt megvalósítására egy szervezetet hoztak létre Attiko Metro néven. Az állami tulajdonú cégnek az amerikai Bechtel nyújtott műszaki és projektvezetési segítséget. A kulcsrakész létesítmények tervezésére, megépítésére, az összes elektromos és gépészeti berendezés és gördülőanyag szállítására és üzembe helyezésére kiírt szerződést 2 milliárd ECU-s ajánlatával, 1999-es üzembe helyezést vállalva a huszonkét francia, német és görög vállalatból álló Olympic Metro Konzorcium nyerte el 1991-ben.
A mérnöki munkákat két vállalatcsoport végezte. Az első csoport az Athens Metro Civil Works JV (AMJV) az összes állomás, vonalalagút, járműtelep és egyéb műtárgyak építését végezte. A vágányépítésre, ami mindössze 3,7%-át tette ki a volumennek, külön munkacsoport (JV) alakult a Spie Battignoles és a Hochtief részvételével. A SOGEA, Campenon Bernard és a Dumez GTM egyesülve ma VINCI néven ismeretes.
| Olimpic Metro Konzorciumot alkotó cégek | Olimpic Metro Konzorciumot alkotó cégek | Olimpic Metro Konzorciumot alkotó cégek | Olimpic Metro Konzorciumot alkotó cégek |
| Vezetés                                 | Tervezés                                | Mérnöki munkák                          | Elektromos, gépészeti gördülőállomány   |
| --------------------------------------- | --------------------------------------- | --------------------------------------- | --------------------------------------- |
|                                         | 5,8%                                    | 50,2%                                   | 44,0%                                   |
| Siemens                                 | Sogelerg Ingeniere                      | Campenon Bernard/SOGEA                  | Siemens                                 |
| Interinfra                              | DE-Consult                              | HOCHTIEF                                | CEGELEC                                 |
|                                         | Hamburg Consult                         | Dumez GTM                               | GEC Alstrom Transport                   |
|                                         | Lahmayer International                  | Spie-Batignolles                        | AEG Schinenfarzeuge                     |
|                                         | ADK                                     | Aegek                                   | JS Telecom                              |
|                                         | Berliner Verkehrs Consulting            | Domica Erga                             | CGA-HBS                                 |
|                                         | SGTE                                    | Meton                                   | Siemens Viomichaniki                    |

## Nehézségek
- Athén központjába a Karaiszkaki-téren a pajzs a 2-es vonal Deligianni állomásból az indulás után majdnem azonnal felszakadt a felszínre. A szakadási kráterben jól látszott egy járható méretű, régi, téglából épült főgyűjtőcsatorna beomlott szakasza, egyéb, kisebb csatornák és a kráterbe a belógó különféle elektromos és hírközlő kábelek.
- A nyitott pajzs a Larissza és Deligianni állomások között az 528 méter hosszú vonali alagutat jelentős homloktámasztási és főtestabilitási problémák miatt a tervezett 4,5 hónap helyett 12,5 hónap alatt 1995. május 13-ra hajtotta ki. Az állomásban jelentős módosításokat végeztek a vágófejen, az 1,5 méter hosszú vágófejet 350 mm-rel lerövidítették, a homlokon a nyílásokat lecsökkentették. A pajzsgyártó csapat huszonkétezer munkaórát töltött a módosításokkal, amiktől – természetesen – a homlok- és főtetámasztás javulását várták.
- A Deligianni–Omonia-szakaszon a sikertelen vágófej módosítás miatt a változatlanul nehéz geológiai körülmények nem engedték, hogy kritikus épületek alatt a pajzsot áthajtsák. A pajzs előtti aknából hagyományos, többrétegű, fúrt csöves előtűzéssel kihajtották az alagút felső félszelvényét. Az állomásköz hátralévő részén jelentős talajszilárdítási munkákat végeztek „jetgroutingal” és vasalás nélküli fúrt cölöpökkel. Mindez ismét jelentős késedelmet okozott.
- A 2. vonal építésénél a Larissa állomásból indulni készülő pajzsot a mögötte nyitott módszerrel épülő szakaszon keresztül egy felhőszakadás elárasztotta jelentős, mintegy hat hónapos késedelmet okozva az indulásban.
- A munka kezdetén a régészeti munkák elhúzódása miatt 1994-ben az üzembe helyezés határidejét 11,5 hónappal kiterjesztették.
- Ekkor merült fel, hogy a késedelmek ledolgozására egy újabb, harmadik pajzsot is beszereznek, szembe indítva a vonal másik végéről. A 3. vonal pajzsát a Keramikos állomásból kellett volna indítani. A régészeti munkák elhúzódása miatt azonban az indítást a másik vonalvégről, Katehakiból kellett megszervezni. A változás következményeként az összes falazati elemet át kellett szállítani a városon, az alagútban a rakott vonatoknak kellett 4%-os hegymenetben közlekedniük. A gondosan kiszámolt balos és jobbos falazati gyűrűk mennyisége csak a másik alagúthajtási irányból volt érvényes, felborítva a gyártási programot. A 3. vonal pajzsán a Kifissos folyó völgyében mindjárt az indulás után vízbetörések okoztak nehézségeket. Ezután azonban a pajzs a következő 3,5 km-en hozta a tervezett teljesítményt. A problémák az óváros megközelítésekor kezdődtek. Az Evangelismos – Syntagma állomásközben a „Városligetben” pajzs belefúrt egy mély, az ókorban épült, laza anyaggal feltöltött kútba, ami azonnal a fejtőkamrába ürítette tartalmát, rögtön ezután érkezett a felszínig érő szakadást okozva az évezredek alatt fellazult „schist". A szakadásban jól látszott a Hadrianus vízvezeték egyik vízelosztó ága, előre vetítve a későbbi problémákat. A Syntagma állomásból a belváros felé haladva egyre gyakrabban ütközött a pajzs hasonló, addig ismeretlen kutakba. Az alagútépítés itt már belvárosi környezetben, archeológiailag értékes területen haladt, nem lehetett a kockázatot tovább vállalni, az alagútépítést az Attiko Metro leállította.
- A 3. vonal nyomvonalát a hátralévő szakaszon a görög egyházfő kérésére már korábban megváltoztatták, áthelyezve az alagutat a Metropoleos utca alól az Ermu, Athén „Váci utcája" alá. A régészek kérésére a már kiemelt munkagödrű Keramikos állomást át kellett helyezni egy régészetileg kevésbé érzékeny területre. Az állomásgödörből később mélygarázs lett.
- A Plaka közepén épülő Monastiraki mélyállomás építési módszerét meg kellett változtatni a tervezett „NÖT” helyett 1200 mm átmérőjű acélcsövek sajtolásával kialakított védőernyő alá épült szerkezetre. A vonalat szétbontották két alagútra és hagyományos többrétegű, fúrt csöves előtűzéssel biztosítva építették meg. A pajzs kocsisorát kiszerelték és a Herrenknechttől rendelt, nyitott homlokú pajzzsal összeépítve a 2. vonal Daphni állomásából visszafelé indítva sikeresen megépítették a Daphni – Agios Ioannis vonalszakaszt.
- A második vonalon az Omonia állomásból egy 10 m²-es feltáró alagutat építettek a Deligianni állomás felé. Ebből az alagútból lehetett halszálka szerűen további feltáró fúrásokat végezni, a furatokba üvegszálas horgonyokat helyezni, vagy injektálással kezelni az üregeket és a laza zónákat. Ez a módszer olcsóbb és hatékonyabb volt, mint a felszínről végzett szilárdítás. Az Omonia – Akademia állomásközben ez a pajzs is megközelítette az óvárost és beleütközött az ókori vízellátó rendszerbe, a kutakba és az ezeket összekötő alagutakba szakadásokat és késedelmet okozva. A feltáró alagutakból végzett szilárdítás utáni pajzshajtás végül is lehetővé tette a 2. vonal megépítését.
- A késések áthidalására a vonalakat szakaszosan adták át. Először a 2. vonalon a Sepolia és Syntagma közötti szakaszát, valamint a 3. vonal Pentagono és Syntagma közötti szakaszt adták át 2000-ben. Ezt követte a Syntagma és Daphni közötti szakasz, majd 2002-ben a 3. vonal Syntagma és Monastiraki közötti szakasza.

## A 2., „kék” vonal
A 2., „kék” vonal mintegy 9,2 km hosszon a Sepolia járműteleptől a belvároson keresztül az Omonia és a Syntagma terek érintésével halad a Dafni végállomásig 12 állomásából ebben az építési ütemben. Az Attiki és az Omonia állomásoknál keresztezi az 1-es, „zöld” vonalat, a Syntagma állomásnál keresztezi a 3. vonalat. A Larissa állomás biztosít vasúti átszállóhelyet. A Sepolia járműtelep és a Larissa állomás közötti szakaszt, valamint az Attiki állomást egy korábbi szerződés keretében már megépítették. A vonal állomásai közül az Omonia, Akademia, Olympion állomásokat teljesen, a Syntagma állomást részben az új osztrák módszerrel (németül NÖT, angolul NATM) építették. A 2-es vonalon 13 szellőző- és víztelenítő aknát és 4 vonali elektromos/gépészeti műtárgyat építettek.

## A 3., „piros” vonal
A 3., „piros” vonal 8,4 km hosszon 8 állomással a Keramikosz állomástól a Pentagono állomásig halad ebben az építési ütemben. A Syntagma téren keresztezi a 2-es vonalat majd a Monastiraki állomásnál, a Plaka közepén, az ókori Agora mellett keresztezi az 1-es vonalat. A két vonalat a Syntagma állomás előtt egyvágányú D szelvényű, új osztrák módszerrel épült alagút köti össze. A 3-as vonalon 10 szellőző- és víztelenítő aknát, valamint 3 vonali elektromos/gépészeti műtárgyat építettek be.

## Az állomások
Az állomások középperonosak, 110 m hosszúak, mélységük a terepviszonyoktól függően változik. A nyitott módszerrel épülő állomások munkagödrének ideiglenes biztosítását egymástól 60 cm-re lévő, 1 m átmérőjű fúrt vasbeton cölöpök között lőtt-betonos biztosítással oldották meg. A cölöpöket hátrahorgonyozták. A munkagödrök víztelenítése nyíltvíz-tartással történt. A talaj és kőzetek permeabilitása alacsony volt. A víztelenítés – az Ilisszosz és Kiffiszosz, valamint az Iridanosz folyók völgyét leszámítva – nem jelentett komoly süllyedési veszélyt. Szükséges megjegyezni, hogy ezeket a folyókat Magyarországon patakként mutatná a térkép. A közúti forgalom fenntartásához néhány állomást részben, a Syntagma állomást teljesen le kellett fedni építés közben.
Az állomásokat a nagy átmérőjű, kétvágányos vonalalagutak miatt mindenhol középperonosra kellett tervezni. A nyitott módszerrel épülő állomások doboza 16,5 m széles, 16,8 m magas. A peronszint a másfeles mélységű állomásoknál -14 m körül van. A peronszint 1,1 méterrel van a sínkoronaszint felett. Az utaselosztó oldalfolyosóknál a doboz 26,8 m-re szélesedik. Az állomások felett egy 4,2 m belmagasságú utaselosztó és gyalogos-aluljáró tér épült. Az állomások szerkezeteit úgy tervezték meg, hogy a 9,5 m átmérőjű pajzsok építés közben átvontathatóak legyenek.
Zárt módszerű építéssel terveztek minden olyan állomást, amelynek nyitott munkagödre jelentősen megzavarta volna a felszíni közlekedést, vagy ha az állomás a dombos terepviszonyok miatt nagyon mélyre került volna. A 11–16 m takarású állomások az új osztrák módszerrel, a keresztmetszet részleges, gépi fejtésével és lőtt-betonos, rácsos acélgerendás, kőzetcsavaros ideiglenes biztosítással kerültek megépítésre. A maximális fejtett szelvényterület 173 m², a lőtt-beton vastagsága 16 cm és 40 cm között váltakozott a belső vasbeton héj 60 cm vastag, a két réteg között hegesztett PE fólia biztosítják a vízzárást. A 110 m hosszú ovális végleges szerkezet 12,2 m magas és 16,2 m széles. A belső szerkezet egyes részleteit és az építés ütemezését itt is a pajzsok átvontathatósága határozta meg. A Syntagma keresztező állomás hossza 150 m.
A vonalalagutak takarása 6 m és 28 m között változik. Az állomások kivitelezési költsége függ az építés mélységétől ezért az alagutakkal a megengedett maximálisan 4%-os lejtés szabta korláton belül követték a terepszintet. A 3. vonal nagy része a maximális, 4%-os lejtőben épült sok nehézséget okozva az építés során az ideiglenes vasúti szállításban. A vonalalagutak minimális ívsugara R = 250 m. Az alagutak fejtett átmérője új szerszámokkal 9,516 m. Az 1,5 m hosszú kettős ékes vasbeton falazati gyűrűk hét elemből és egy zárókőből állnak. A gyűrűk külső átmérője 9480 mm, belső átmérője 8480 mm, falvastagsága 350 mm. A falazati elemeket a Keramikos állomás közelében, Polikarpouban készítették, egy erre az alkalomra kiépített előregyártó telepen. A rendszer a Caroussel elven működött. A sablonokat mozgatták a gyártósoron, minden munkafázis azonos helyen történt. A vasszerelés leszabása, hajlítása, hegesztése automatikusan történt a tekercsben szállított vasból, minimálisra csökkentve a darabolási veszteséget. Csak a végszerelés igényelt kézi munkát. Összesen 115 000 m³ betont és 7 500 t betonacélt használtak fel a több mint 75 000 darab előre gyártott elemhez.

## Főépítésvezető:Klados Gusztáv
Hochtief, a német munkáltató Athénba küldte pajzsos főépítésvezetőnek (Head of TBMs & Precast Factory Department). Feladata a pajzsok üzemeltetésén és az elemgyártáson felül a vonali műtárgyak és az összes ideiglenes szerkezet megterveztetése volt. 1995. július 2-án érkezett Athénba Essenből a Hochtief központjából. Ebben a pozícióban ő lett a harmadik főépítésvezető. Az előtte szolgáló német kollégát már „beáldozták”, a második, francia kolléga pedig csak ideiglenesen, érkezéséig töltötte be a JV szerződés szerint a HOCHTIEF által betöltendő pozícióját. Sajnos a szakmában szokásos az építésvezetőt vádolni minden, a geológiai feltárás, kiértékelés, szerződéskötés, tervezés és előkészítés során mások által elkövetett tévedésért.
A munkát az Attiko Metro kulcsrakész (turnkey) alapon ítélte oda az Olympic Metro Konzorciumnak. A konzorcium feladata volt tehát a tender kiírás és tervek értelmezése alapján a két vonal és a járműtelep kiviteli terv szintű megtervezése, a tervek jóváhagyatása az Attiko Metroval, engedélyeztetése a hatóságokkal, a szerkezetek megépítése, az elektromos, hírközlő és gépészeti berendezések legyártása vagy beszerzése, beépítése, üzembe helyezése.